# Язовец
Язовец (болг. Язовец) — село в Болгарии. Находится в Тырговиштской области, входит в общину Антоново. Население составляет 8 человек (2022).

## Политическая ситуация
В местном кметстве Добротица, в состав которого входит Язовец, должность кмета (старосты) исполняет Пламен Цветанов Манов (Демократы за сильную Болгарию (ДСБ)) по результатам выборов правления кметства.
Кмет (мэр) общины Антоново — Танер Мехмед Али (Движение за права и свободы (ДПС)) по результатам выборов в правление общины.